# Poreme
Poreme (Porema) ist eine osttimoresische Siedlung im Suco Manutaci (Verwaltungsamt Ainaro, Gemeinde Ainaro).

## Geographie
Das Dorf Poreme liegt im Norden der Aldeia Canudo in einer Meereshöhe von 964 m, an der Überlandstraße von Ainaro nach Maubisse. Der nächste Nachbar im Südwesten ist die Siedlung Berluli, im Südosten Mamurlau und im Norden an der Überlandstraße Mantilu. Eine Nebenstraße führt im Nordwesten nach Mantelau. Vor der Gabelung BerluliMamurlau befindet sich im Süden von Poreme der Fatuk Maria (Marienfelsen) mit seiner Kapelle. In Poreme steht außerdem der Sitz des Sucos Manutaci.